# رأس قبودية
رَأْسُ قَبُّودِيَّةَ أو رَأْسُ قَبُوذِيَةَ هو رأس يقع على الساحل الشرقي للبلاد التونسية جنوبي ولاية المنستير وهو قريب من مدينة الشابة.
| رأس قبودية |